# Emus
Az Emus  a rovarok (Insecta) osztályának a bogarak (Coleoptera) rendjéhez, ezen belül a mindenevő bogarak (Polyphaga) alrendjéhez és a holyvafélék (Staphylinidae) családjához tartozó nem. 5 fajt sorolnak, ide, Magyarországon egy fajuk él.

## Jellemzőik
Nagy termetű, feltűnően szőrözött holyvák tartoznak ezen nembe. Fejük nagy, négyszögletes; rágójuk erőteljes. Csápjuk rövid, utolsó 5 íze megvastagodott bunkót képez. A potroh utolsó 3 hátlemezét feltűnő, elálló sárga szőrözet borítja. Középső csípőik egymástól távol állnak. Lábszáraik tövisesek, elülső lábfejük kiszélesedett.

## Életmódjuk
Rovarlárvákkal táplálkoznak.

## Magyarországon előforduló fajok
- Bundás holyva (Emus hirtus) (Linnaeus, 1758)

## Fordítás
- Ez a szócikk részben vagy egészben  az   Emus című orosz Wikipédia-szócikk ezen változatának fordításán alapul.  Az eredeti cikk szerkesztőit annak laptörténete sorolja fel. Ez a jelzés csupán a megfogalmazás eredetét és a szerzői jogokat jelzi, nem szolgál a cikkben szereplő információk forrásmegjelöléseként.